# 張桃芳
張桃芳（1931年—2007年10月29日），男，江蘇興化人，中国人民志愿军狙击手。

## 生平
张桃芳於1951年3月從軍加入志願軍。1953年1月張桃芳隨同214團抵達上甘嶺。上甘嶺戰役於1952年11月25日結束，原先駐守的第15軍由第24軍在年底接替防守上甘嶺一線；對面的聯合國軍駐守部隊為美軍第3步兵師。雙方都是使用原先既有構築的防禦陣地，包括所有交通壕、掩體、碉堡等工事皆然。最初第15軍於駐守時由該軍的軍長發起「冷槍冷炮運動」，亦即以透過觀測與瞄準對特定目標藉由己方的火砲或步槍與以準確性狙擊。於是在1952年間，上甘嶺地區的537.7高地也就被聯軍稱作「狙擊兵嶺」（Sniper's Ridge）。
張桃芳也不例外地服膺這項戰術要求，並且在537高地宣稱創下擊殺214名聯合國部隊官兵(主要是美軍)的擊殺紀錄，其中51个敌人是他在4月8日至12日以61发子弹打倒的。根據解放軍畫報2002年第八期報導：
「張桃芳從1953年1月29日開始當狙擊手到5月25日止，持續時間為3個月零26天。除去集訓、開會等活動外，實際射擊時間32天，耗彈442發，斃敵214名。同年，志願軍總部為其榮記特等功並授予他「二級狙擊英雄」榮譽稱號，朝鮮最高人民會議常務委員會授予他「一級國旗勳章」」。
朝鲜战争後的1954年，張桃芳进入徐州第5航空预备学校和济南空军第5航校1团学习，並成為解放军空军飛行員。1956年加入中国共产党。在空军高密第1训练基地担任歼击机飞行员，飞米格15和米格15比斯歼击机。后因部改换机型，身体不适应高空缺氧。经空军司令刘亚楼批示，张桃芳转为防空兵，任防空兵某部营长。后历任坊基地警卫连副指导员、上海空军政治学校学员、山东潍县基地警卫连指导员、济空地空导弹第九团司令部副参谋长、地空导弹九团副团长等职。1985年6月，退职休养。2007年10月29日，在山东省潍坊市第一军休所逝世。